# Christian Wilhelm Griebenow

Christian Wilhelm Griebenow

Christian Wilhelm Griebenow (* 15. Dezember 1784 in Prenzlau; † 14. April 1865 in Berlin) war ein Oberamtmann, Besitzer der Standesherrschaft Leuthen sowie ein bedeutender Kolonisator und Bodenspekulant im Norden Berlins. Große Flächen der heutigen Berliner Ortsteile Mitte, Prenzlauer Berg und Wedding waren im frühen 19. Jahrhundert in seinem Besitz.

## Familie
Geboren wurde Griebenow in einfachen Verhältnissen als Sohn eines Ackerbürgers in Prenzlau. Mit 15 Jahren erlernte er den Beruf des Büchsenmachers. 1814 heiratete er in Berlin die 16-jährige Henriette Zernickow, die Tochter eines wohlhabenden Berliner Ackerbürgers. Sie hatten ein gemeinsames Kind, Amalie. Als Henriette 1852 in Berlin starb, lebte Griebenow in seinem erworbenen Gut in Groß Leuthen in der Niederlausitz. Dort zeugte er mit seiner späteren zweiten Ehefrau Caroline Kleber zwischen 1848 und 1860 insgesamt fünf Kinder. Griebenow versuchte in Groß Leuthen vergeblich, die Ehrenrechte als Standesherr und damit einen erblichen Adelstitel zu erlangen. Er kehrte nach Berlin zurück, wo er in der Schönhauser Allee 187 wohnte und mehrere Häuser besaß. Griebenow starb 1865. Sein Grab befindet sich auf dem Friedhof I der Georgen-Parochialgemeinde an der Greifswalder Straße in Berlin. Die neogotische Grabkapelle des Erbbegräbnisses ist im Zweiten Weltkrieg derart beschädigt worden, dass sie abgerissen werden musste.

### Nachkommen
Griebenows Tochter Dorothea Wilhelmine Amalie Griebenow (1824–1888) heiratete 1846 Wilhelm von Gärtner. Dieser wurde 1858 vom sächsischen König Johann in den erblichen Stand des Freiherrn erhoben und die Familie durfte sich fortan von Gärtner-Griebenow nennen. Ein Sohn Amalies war Günther von Gaertner-Griebenow (1856–1898), Generalkonsul in Teheran; eine Tochter Amalies Hertha Freiin von Gärtner-Griebenow (1853–1892) die 1873 Curt Graf von Seckendorff heiratete. Ihre gemeinsame Ahnentafel wurde 1887 im Herold zu Berlin veröffentlicht.
Griebenows Sohn Ferdinand (1848–1910) war Erbauer des Neuen Schlosses in Wansdorf, Ehrenbürger von Vetschau, königlicher Hofrat und Rittergutsbesitzer. Ferdinand Griebenow heiratete 1873 Selma Blütchen (1851–1942) aus einer angesehenen Vetschauer Weberfamilie.
Sohn Albert Hermann von Griebenow, Graf und Kammerherr zu Coburg, wurde 1891 in den Freiherrenstand erhoben. Er errichtete 1902 in Berlin-Grunewald eine repräsentative Villa in der Bismarckstraße 13 am Johannaplatz.
Sohn Max Griebenow starb als Leutnant im 52. Infanterieregiment, eine weitere Tochter Griebenows war mit dem Oberleutnant Graf von Reichenbach verheiratet.
Griebenows Tochter Anne Pauline Griebenow heiratete 1868 Hans-Hermann Freiherr von Rüxleben. Als Mitgift finanzierten die Griebenows den Bau des Schlosses Biesdorf. Sie wurde 1934 im Familiengrab der Griebenows aus dem Friedhof Georgen-Parochial I in Berlin Prenzlauer Berg bestattet.

## Militärdienst
Ab 1800 arbeitete Griebenow zunächst in Waffenfabriken in Potsdam und Berlin, gefolgt von verschiedenen Anstellungen beim Militär. Als Büchsenmacher war er unter Karl Wilhelm Ernst von Waldenfels der Belagerung Kolbergs 1807 erfolgreich und nahm während der Befreiungskriege 1813 an der Völkerschlacht bei Leipzig teil. Bei der Schlacht bei Paris 1814 eroberte sein Bataillon unter Oberst Alvensleben das Stadttor Barrière Saint Martin. Griebenow profitierte bis ins hohe Alter von seinem Ruf als Held der Befreiungskriege. Aufgrund seiner Verdienste bei der Verteidigung der Stadt wurde er 1857 Ehrenbürger von Kolberg.

## Bürgerliche Karriere

### Terraingeschäfteim wachsenden Berlin
Nach seiner Rückkehr aus Paris begann er 1815 in Berlin, das Erbe seiner Frau zu verwalten, darunter 300 Morgen Land (gut 76 Hektar) am alten Artillerie-Schießplatz auf dem Wedding, heute nordöstlich des Volksparks Rehberge. Er machte das Land urbar, teilte es in viele kleine Flurstücke und veräußerte es gewinnbringend an Kolonisten.

„[…] ich hatte von Paris das Bild einer großen Stadt mit mir herüber gebracht, schmeichelte mir, zur Vergrößerung Berlins […] etwas beitragen zu können.“

Ähnlich verfuhr Griebenow, als er 1823 das große, heruntergewirtschaftete Vorwerk Niederschönhausen erwarb. Dessen Flächen erstreckten sich im Nordosten Berlins entlang des sogenannten Acker Tractus zu beiden Seiten der Schönhauser Allee. Griebenow gehörte das Gebiet begrenzt durch die heutige nördliche Schwedter Straße, Gaudystraße, nördliche Schönhauser Allee, Schonensche Straße, Gudvanger- und Lychener Straße, Schönhauser Allee bis zur Choriner-, Fehrbelliner-, Anklamer Straße und Arkonaplatz. Zusammen mit der Griebenow’schen Schäferei am Eschengraben beliefen sich die Flächen auf insgesamt 585 Morgen Land (gut 130 Hektar). Griebenow galt als eine der „schillerndsten Gestalten der frühen städtischen Entwicklungsphase“:

„Sein Denken und sein Handeln war das eines frühen Pioniers im ersten Morgendämmern der industriellen Revolution, der seine Chance gesucht und gefunden hatte. In der für die erste Unternehmergeneration typischen Mischung aus Kreativität, Tüchtigkeit und Goldgräbermentalität machte er sich zielstrebig daran, sein eigenes Terrain durch die Anlage von Straßen in städtisches Gebiet zu verwandeln, bevor andere auch nur für möglich hielten, daß die Stadt jemals ihre Äcker erreichen würde.“

1825 verkaufte er eine große Parzelle an das preußische Militär, das dort einen Exerzierplatz anlegte, den heutigen Friedrich-Ludwig-Jahn-Sportpark. Um Bauland zu erschließen und aufzuwerten, legte er mehrere Straßen an, darunter den westlichen Teil der heutigen Eberswalder Straße am Mauerpark. Parallel zu seinen Grundstücksgrenzen und als Kreuzung mit der Schönhauser Allee und dem Communicationsweg (Danziger Straße) pflanzte er 1826 zwei neue Alleen und benannte sie nach den Baumarten Kastanienallee und Pappelallee. 1842 verschenkte er in der Pappelallee eine Parzelle an die Deutsch-Katholische Gemeinde, die hier eine Begräbnisstätte anlegte, den heutigen Friedhofspark Pappelallee. Griebenow galt zu dieser Zeit als einer der reichsten Immobilienbesitzer Berlins. Viel beachtet war ein Prozess, den Griebenow 1862 als Erbauer und Eigentümer eines repräsentativen Mietshauses in Berlin-Mitte Ecke Charlottenstraße/Schützenstraße mit dem dortigen Nachbarn wegen Baumängeln führte.
Nach seinem Tod führte seine Witwe Caroline die Geschäfte fort. 1866 schenkte sie dem Magistrat ein Grundstück für den Bau der Zionskirche. Sie gab ferner unentgeltlich ein Grundstück für den Bau des Predigerhauses des Zionskirche ab, als Gegenleistung wurde per Kabinettsorder die dortige Straße am 8. September 1866 als Griebenowstraße benannt. 1874 ließ sie den südlichen Teil der Wolliner Straße anlegen, und 1887 stiftete sie der Gemeinde das Bauland für die Gethsemanekirche an der Stargarder Straße.

#### Kauf von Gütern im Spreewald
Seine Erfolge bei den Grundstücksgeschäften ermöglichten es Griebenow, mehrere große Güter zu kaufen. 1840 erwarb er das Gut Leibchel im Spreewald, das er 1852 seiner Tochter Amalie vermachte. 1841 kaufte er einen benachbarten großen Güterkomplex, die sogenannte Standesherrschaft Leuthen für 152.000 Taler. Als Standesherr in der Niederlausitz hätte Griebenow eine Reihe von Privilegien genossen, darunter einen erblichen Sitz in der Ersten Kammer des Preußischen Landtages in Berlin. Als Nichtadligem wurden ihm diese Privilegien jedoch verweigert, so dass Griebenow das Gut Leuthen 1855 wieder verkaufte.

## Schriften
- Wilhelm Griebenow’s Erlebnisse. Von ihm selbst geschrieben. Selbstverlag des Verfassers, Berlin 1864. 284 Seiten, zlb.de